# Vera Djatel
Vera Djatel (o Vira Dyatel) és una centrecampista de futbol internacional per Ucraïna, amb la qual ha jugat l'Eurocopa 2009. Amb el Zvezda Perm va ser subcampiona de la Lliga de Campions.

## Trajectòria
| Temporades   | Club              | Títols             | Selecció (fases finals) |
| ------------ | ----------------- | ------------------ | ----------------------- |
| 1999 - 2002  | Lehenda Txerníhiv | 3 Lligues, 2 Copes |                         |
| 2003 - 2007  | Zhytlobud Khàrkiv | 3 Lligues, 4 Copes |                         |
| 2008 - 11/12 | Zvezda Perm       | 2 Lligues, 1 Copa  | Eurocopa 2009 (1ª fase) |
| 12/13 - 2014 | Zorky Krasnogorsk | 1 Lliga            |                         |
| 2015         | Linköpings FC     | 1 Copa             |                         |
| 15/16 - act. | Sporting Huelva   |                    |                         |